# Trigonotis cavaleriei
Trigonotis cavaleriei är en strävbladig växtart som först beskrevs av H. Léveillé, och fick sitt nu gällande namn av Handel-mazzetti. Trigonotis cavaleriei ingår i släktet Trigonotis och familjen strävbladiga växter. Utöver nominatformen finns också underarten T. c. angustifolia.